# Bücker Bü 133
Bücker Bü 133 Jungmeister (niem. młody mistrz) – samolot szkolno-treningowy Luftwaffe w latach 30. XX wieku. Był to jednosilnikowy dwupłatowiec z jednym miejscem dla pilota o konstrukcji drewniano-stalowej.
Bü 133 został rozwinięty z modelu Bücker Bü 131 - dwumiejscowego samolotu treningowego. Był nieco mniejszy i wyposażony w mocniejszy silnik od swojego poprzednika, co dawało mu znakomite warunki do wykonywania powietrznych akrobacji. Służył w Luftwaffe jako zaawansowany samolot szkolno-treningowy. Jego zdolności akrobacyjne były bardzo cenne, szczególnie we wczesnej fazie szkolenia pilotów myśliwców. Produkowany był na licencji dla szwajcarskich sił powietrznych przez Dorniera i dla Hiszpanii przez CASA. Dla obu krajów wyprodukowano około 50 samolotów.

## Warianty

Silnik Sh-14A eksponowany w MLP w Krakowie

- Bücker Bü 133A: silnik Hirth HM 6: 135 KM (101-kW)
- Bücker Bü 133B: wyprodukowany w 2 egzemplarzach
- Bücker Bü 133C: silnik Siemens Sh 14A-4

## Użytkownicy
- Lotnictwo NDH
- Luftwaffe
- Hiszpańskie Siły Powietrzne
- Szwajcarskie Siły Powietrzne